# Zell am See
Zell am See este un oraș stațiune balneară cu o populație de 9.967 locuitori, ce este situat la altitudinea de 760 m deasupra n.m.. El este centrul administrativ al districtului cu același nume din landul Salzburg, Austria.

## Împărțire administrativă
- Bruckberg
- Erlberg
- Schmitten
- Thumersbach
- Zell am See